# MALS-24
Le Marine Aviation Logistics Squadron 24 (ou MALS-24) est une unité de soutien logistique de l'aviation du Corps des Marines des États-Unis. L'escadron est connu sous le nom de "Warriors" et est basé à la Marine Corps Base Hawaii au Hawaï. Il relève du commandement du Marine Aircraft Group 12 (MAG-12) et de la 1st Marine Aircraft Wing (1st MAW). 

## Mission
Fournir un soutien, des conseils, une planification et une direction logistiques à l'aviation aux escadrons du Marine Aircraft Group 12 au nom du commandant, ainsi qu'un soutien logistique pour l'équipement financé par la Marine dans le Marine Wing Support Squadron 174 (MWSS-174), Marine Air Control Group 18 (MACG-18), et Marine Aircraft Wing/Mobile Calibration Complex (MAW/MCC).

## Historique
L'escadron a été activé le 1er mars 1942 à la Marine Corps Air Station Ewa (en) à Oahu, Hawaï, en tant que Headquarters and Service Squadron 24 et affecté au Marine Aircraft Group 24, 2nd Marine Aircraft Wing, est s'est déployé à Éfaté aux Nouvelles-Hébrides. En juin 1942, il rejoint Santa Barbara, en Californie et le 1er juillet 1942, il est renommé Headquarters Squadron 24. L'escadron s'est redéployé en septembre 1943 à Éfaté, et réaffecté à la 1st Marine Aircraft Wing. Il  participe à la campagne de Bougainville et à la campagne des Philippines (1944-1945). En septembre-octobre 1945, déployé à Peiping, en Chine l'escadron a participé à l'occupation du nord de la Chine d'octobre 1946 à avril 1947. Le MALS-24 a été déplacé en mai-juillet 1949 à la Marine Corps Air Station Cherry Point, en Caroline du Nord et affecté à la 2nd Marine Aircraft Wing.

### Service

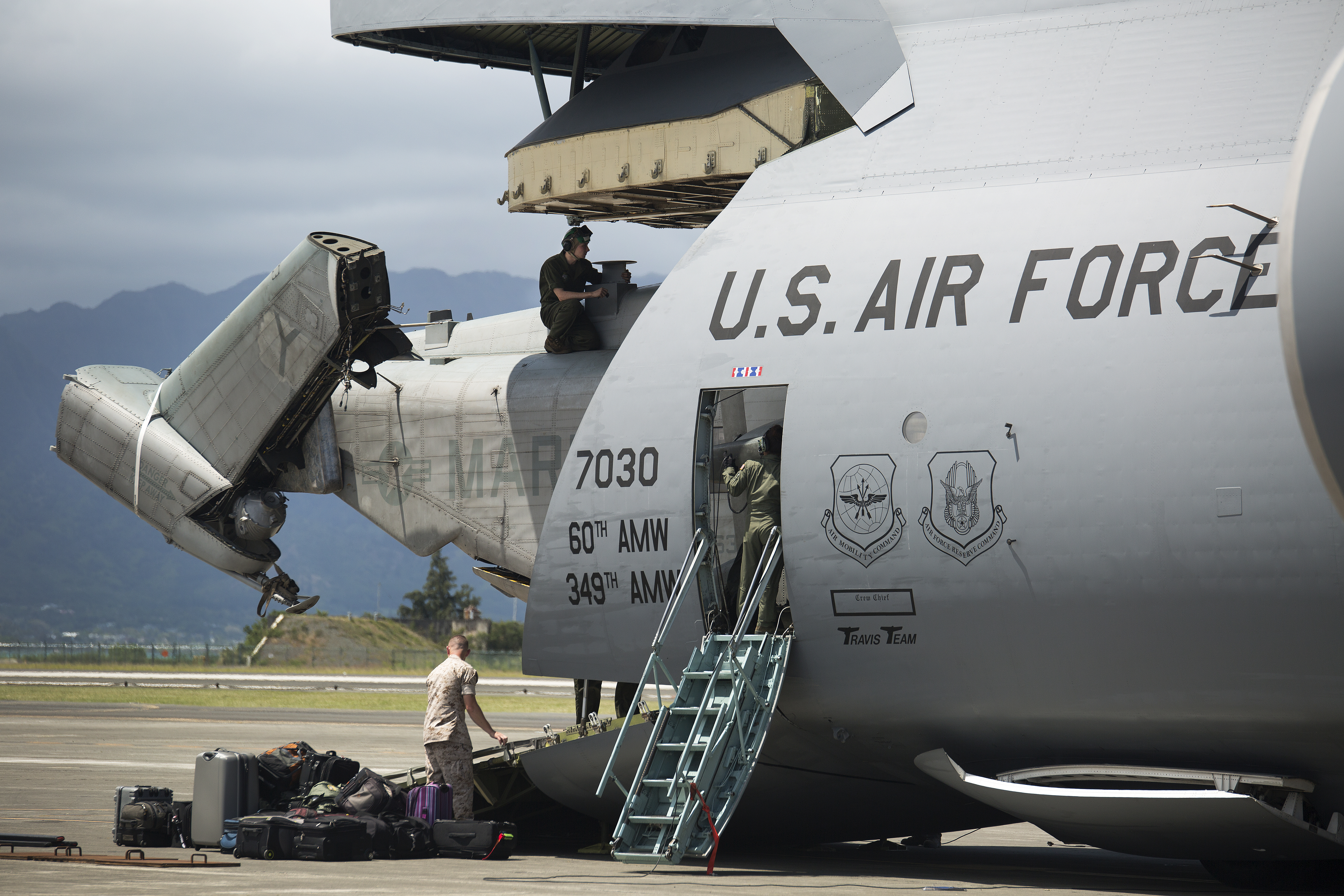
MALS-24 à Hawwaii en 2014

- 1949-1967 : L'escadron a été renommé le 15 février 1954 en tant que Headquarters and Maintenance Squadron 24 (H&MS-24) et a participé à la crise des missiles de Cuba en novembre 1962.
- 1968-présent : Le H&MS-24 a été transféré à  Hawaï en avril 1968 et réaffecté à la 1re brigade expéditionnaire des Marines. Le 5 octobre 1988 l'escadron  est renommé Marine Aviation Logistics Squadron 24. Le 1er octobre 1994 en tant qu'élément de soutien logistique de l'aviation de l'US Marine Corps, il est affecté à l'élément de soutien à la 1st Marine Aircraft Wing du III Marine Expeditionary Force. En février 2002, l'escadron est redevenu Marine Aviation Logistics Squadron 24.